# أميرية (فيروزكوه)
أميرية (بالفارسية: امیریه) هي مستوطنة تقع في Poshtkuh Rural District في إيران. يقدر عدد سكانها بـ 365 نسمة بحسب إحصاء 2016.